# Peleco
Peleco es una localidad rural chilena ubicada al sureste de la comuna de Cañete, en la provincia de Arauco, al sur de la Región del Biobío.
Por la zona urbanizada atraviesa la ruta P-60-R, donde existe el «cruce Peleco», un punto neurálgico del tránsito local, que conecta la ciudad de Cañete con las comunas de Tirúa hacia el sur (P-72-S) y Contulmo hacia el este.

## Toponimia
La palabra Peleco proviene de la voz del idioma mapuche Peleko, que quiere decir «agua barrosa» o «agua con barro», debido a las condiciones geográficas que históricamente se han encontrado en el sector.

## Historia
Peleco formó parte del Departamento de Cañete como una subdelegación de la comuna homónima, para luego pasar a formar parte del Departamento de Arauco, que estuvo vigente como subdivisión en la organización político-administrativa del país desde 1840 hasta 1970.
La Estación Peleco, que formó parte del ramal Los Sauces-Lebu, fue una estación ferroviaria ubicada en el sector que operó entre 1923 y 1998.

## Geografía
La geografía del sector se caracteriza por ser una planicie a un costado del cerro Peleco, al noroeste del lago Lanalhue. 

## Hidrografía
Es atravesado por el río Paicaví en dirección de su caudal que va de sur a norte, el cual nace producto de la confluencia del estero Puyehue con el río Peleco.